# Universidad Sungkyunkwan
Universidad Sungkyunkwan ("SKKU" o Seongdae) es una universidad de investigación privada con sedes en Seúl y Suwon. Originalmente, fue fundada en 1398 por la dinastía Joseon situado en el corazón del centro de Seúl. Es una de las universidades más antiguas de Asia.
Fue autorizado como Sungkyunkwan, la institución educativa más importante de Joseon, por el gran código de la Administración del Estado perteneciente al Real asentimiento. 
Hoy, la universidad tiene dos campus: el Campus de Humanidades y Ciencias Sociales en Seúl, y el Campus de Ciencias Naturales en Suwon. Dieciocho escuelas y tres universidades ofrecen títulos a nivel de licenciatura, y doce escuelas de posgrado confieren distintos grados, tanto en máster y doctorado. SKKU ofrece el primer programa Global MBA enseñado totalmente en Inglés de Corea, que ha ganado gran reconocimiento internacional. SKKU también tiene una de las mejores escuelas de medicina en Corea del Sur, que está afiliada con el famoso Samsung Medical Center. Samsung se asoció con SKKU en el período de 1965-1977 y tomó su asociación en 1996. Los últimos años han visto una tendencia de SKKU en ascenso en los rankings universitarios, poniendo constantemente en el top 5 a nivel nacional.

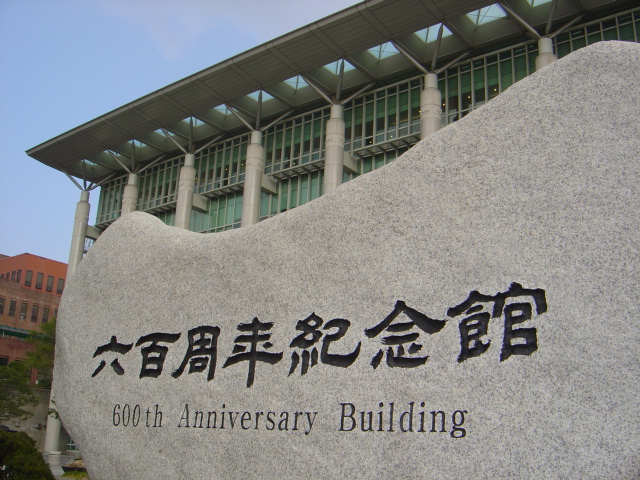
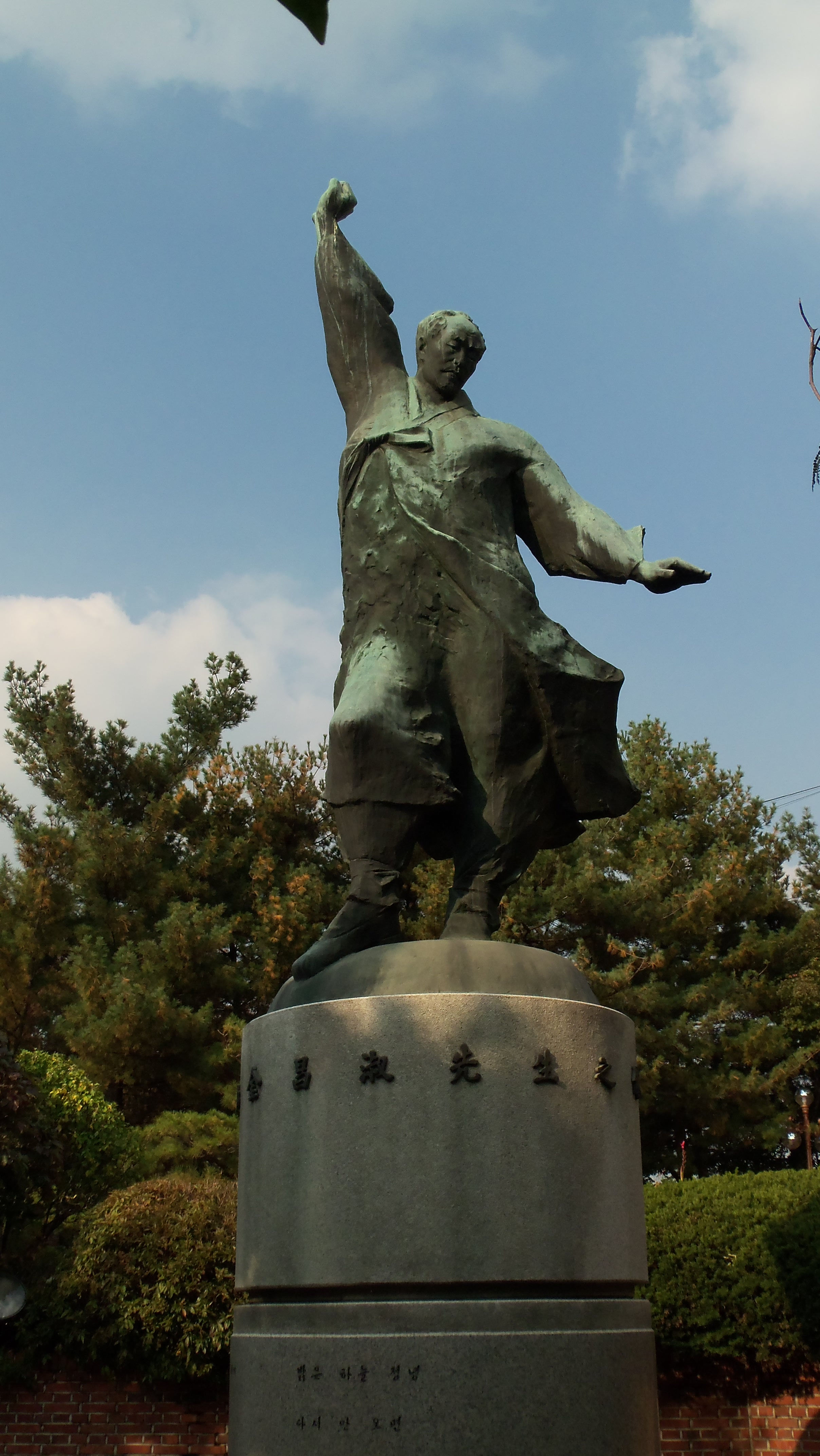

## Véase también

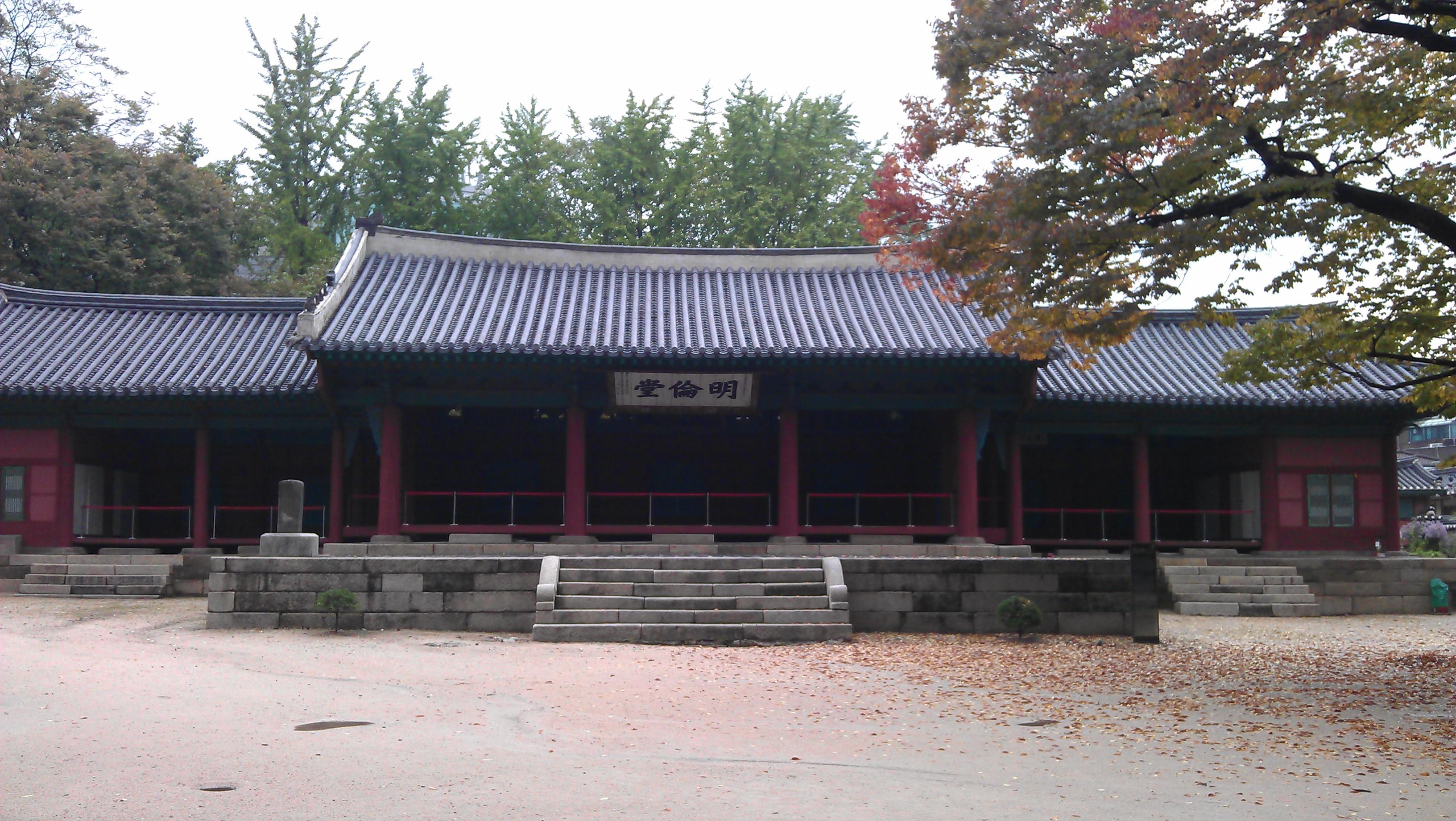
Sungkyunkwan.